# 金のうんこ

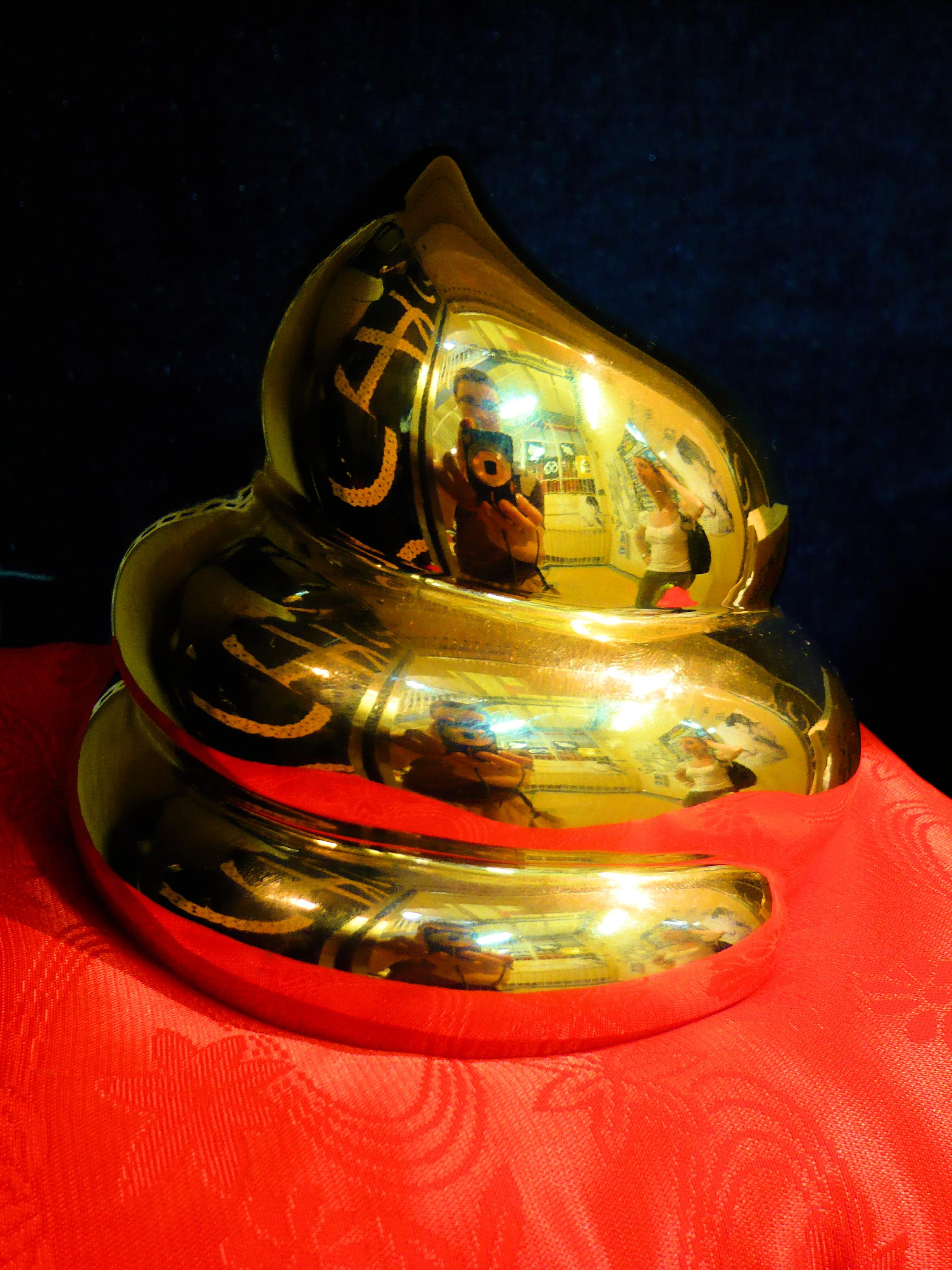
赤い座布団に鎮座する金のうんこ

金のうんこ（きんのうんこ）とは、「幸運（こううん）」と「うんこ」の語呂合わせから、金色の大便を幸運の象徴とする日本の駄洒落遊びの一つ、あるいはそこから派生した工芸品の名称。
2006年には携帯ストラップとして270万個の売り上げを記録した。
類似のものとして携帯電話用絵文字の「うんこマーク」があるが、こちらは2014年にUnicodeに取り入れられている。このマークは日本語圏以外で目にすることは珍しいが、 ThinkGeekという英語のウェブサイトで使用されている。
また、スーパードライホール屋上に設置されているオブジェもその形状から「金のうんこ」と呼ばれることがある。